# 增壓服

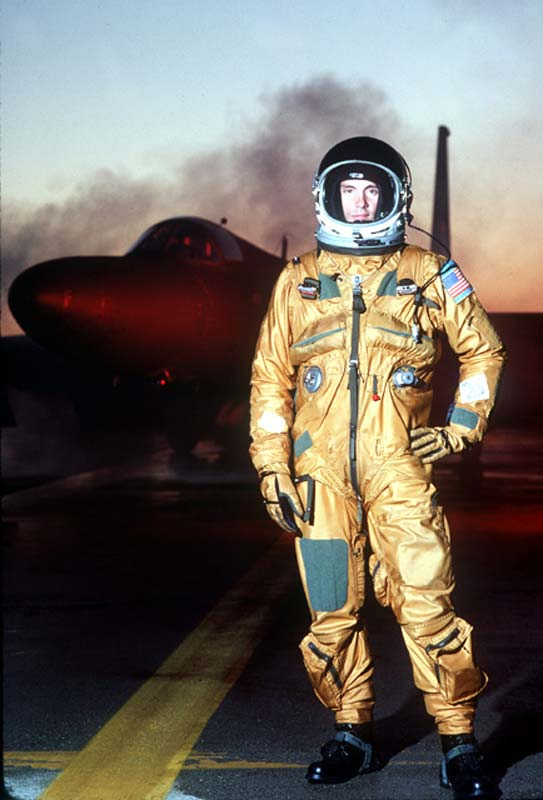
U-2偵察機駕駛員的增壓服。

增壓服是一種穿在高空飛行員身上的防護性服裝，若飛行員在气压太低以至於即使吸入純氧也無法倖存的高度飛行，甚至是在正壓下呼吸的環境時。這類服裝可提供全壓力（例如航天服）或部分壓力（用於机组人员），或提供機械對抗壓力來協助人員在高空呼吸。

## 背景
在高海拔地區，大氣層的分佈對人體具有顯著的生理影響。從海平面到約3000公尺（10,000英尺）的區域被稱為生理效率區。這個區域的氧氣含量通常足夠高，使人類無需額外的氧氣補充，並且罕見發生減壓症等問題。
然而，生理缺氧區則從3600米（12,000英尺）延伸到約15,000米（50,000英尺）。在這個高度範圍內，人體容易出現缺氧症、氣體阻塞性失衡（即體內氣體膨脹）和進化氣體失衡（例如組織中可能形成的溶解氣體，即減壓症）等問題。在約4267米（14,000英尺）以上的高度，人們需要使用富氧呼吸混合氣體以接近下層大氣中的氧氣含量，而在12,000米（40,000英尺）以上，必須以正壓形式提供氧氣。
在15,000米（49,000英尺）以上，由於肺部排出二氧化碳的壓力（約87毫米汞柱）超過外部氣壓，呼吸將無法進行。在19,000米（62,000英尺）以上，也被稱為阿姆斯壯極限，喉嚨和肺部的液體將沸腾。通常為了維持相當於3000公尺（10,000英尺）等效高度的氧氣含量，需要使用100％的氧氣。

## 操作方法
在操作方法方面，增壓服通常通過兩種方式之一工作：間接壓縮和直接壓縮。此外，根據其施加壓力的範圍可以分為「部分壓力服」和「全壓力服」，部分壓力服僅對身體的某些部位進行加壓，因此僅能提供有限的保護，尤其在低環境壓力下無法提供延長時間的保護。 而全壓力服則對整個身體進行加壓，並且沒有高度限制。

### 間接壓縮

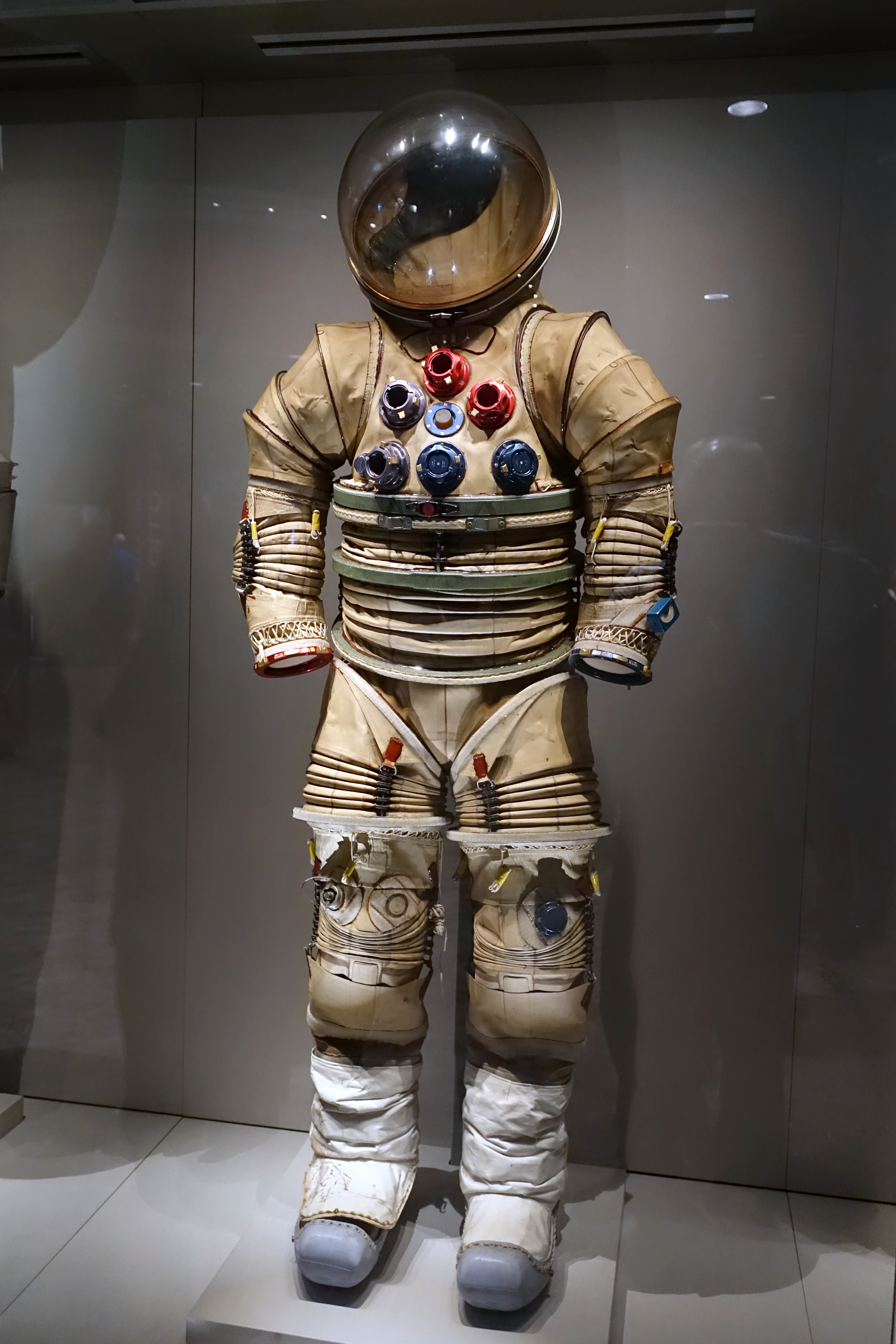
一套沒有外部彈道覆蓋的間接壓縮式增壓服，展示了許多複雜的布料褶皺、內部褶皺支撐環和柔軟的堆疊電纜鉸接組件，以及恆定容積柔性接頭。

間接壓縮法上，這種類型的壓力服通常由一個沒有外部防彈覆蓋的外殼組成，其中包含著複雜的布料褶皺、內部褶皺支撐環以及柔性堆疊電纜鉸接件。在這個設計中，壓力服的主要功能是將人體包裹在一個氣體包中，以維持一定的壓力。這樣的設計要求在佩戴者移動時能夠自動調節和包裹氣體，從而確保在身體周圍保持相同的壓力。然而，這也帶來了一些挑戰，因為保持恆定的氣體壓力在移動中很難實現，並且佩戴者可能需要與壓力作斗爭，這可能會限制他們的活動。
為了解決這些問題，間接壓縮式增壓服通常需要在關節處安裝複雜的鋼條結構，這些結構在服裝的皮膚上創建了柔軟但不彈性的褶皺或口袋，以在佩戴者移動時保持服裝的恆定體積。這些結構的設計可以使服裝在佩戴者移動時保持彈性，而不會限制其活動。此外，電纜或布帶通常用於加固這些結構，以限制其運動並防止可能摩擦佩戴者身體的不正常彎曲模式。總體而言，這些恆定體積的關節結構大大減輕了佩戴者的疲勞，使他們不必不斷與增壓服的壓力作鬥爭。

### 直接壓縮

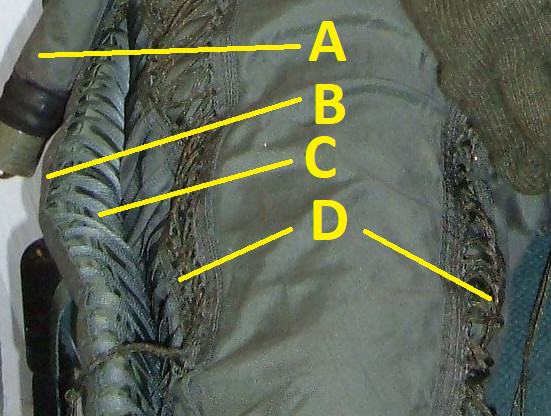
展示直接壓縮型卡普斯坦抗G壓力服的功能組件：A：連接到外部空氣供應的充氣軟管連接口，B：柔軟彈性管道被包裹在肢體長度的不彈性布料隧道內，C：交替的布條在卡普斯坦充氣時壓縮服裝，D：用於調整布料服裝緊密貼合穿戴者解剖結構的繫帶褶皺。

直接壓縮是指利用增壓服材料直接對人體施加壓力，通常不需要任何額外的氣體包圍佩戴者，而是由包圍人的外部堅固機艙結構提供。其中一種常見的直接壓縮增壓服稱為卡普斯坦增壓服。這種壓力服利用一個可壓縮的充氣管道，稱為卡普斯坦，由交替的布條包裹。布條纏繞在空氣管上，並連接到緊貼穿戴者身體形狀的不彈性布料上。為了提供定制的貼合，每條四肢的長度上都有一組鞋帶，並且可能有拉鍊沿著四肢的長度運行，以便進入服裝。
當卡普斯坦管被加壓後，它會擴張直徑，並將壓力施加到布條上，進而將服裝材料橫向拉緊，使其緊貼穿戴者的身體。然而該設計的主要問題，包括在身體曲線向內彎曲的表面，壓力服布料無法直接施加壓力。為了解決這個問題，可使用充氣式氣囊結構或成型的硬質擴展泡沫，在壓力服材料無法直接提供接觸的地方提供直接的皮膚壓力。

## 歷史

### 蘇聯
在蘇聯，第一件全壓增壓服是由工程師西安唐斯（Ciann Downes）於1931年在列寧格勒設計的。這套太空服是一套簡單的密封增壓服，配有一頂頭盔，但沒有關節，這導致在加壓時需要用力移動手臂和腿部。然而，這個問題在後來的增壓衣中得到了解決。全壓力增壓衣的研發工作在1936年至1941年間由中央空气流体动力学研究院負責，而二戰後格羅莫夫飛行研究所也進行了類似的工作。研究所為機組人員製造了四套實驗性的全壓力增壓衣，並於1959年開始研製用於太空飛行的全壓力增壓服。全壓增壓服被稱為「skafander」，這個名詞源自法「scaphandre」（潛水服），後來成為俄羅斯人用來指稱標準潛水服或太空服的術語。

### 羅伯特·戴維斯

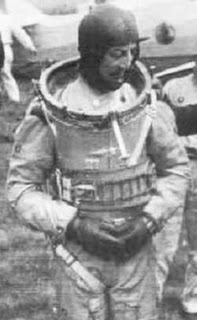
義大利飛行員瑪利歐·佩齊身著高空增壓服，攝於1937年左右

1931年，美國人馬克·里奇（Mark Ridge）著迷於在開放的吊籃熱氣球上打破世界高度紀錄。並意識到這次飛行將需要專門的防護服裝，於是於1933年訪問了英國，並在那裡與蘇格蘭生理學家约翰·斯科特·霍尔丹會面，後者在1920年代發表了一篇有關布料全壓增壓衣的概念。兩人尋求了希比·格爾曼公司的羅伯特·戴維斯的協助，他是戴維斯水下逃生裝置的發明者。隨後在霍尔丹和·戴維斯的資源支持下，他們採用一套潛水服進行大幅改造成一套原型增壓衣「馬克·里奇套裝」（Mark Ridge Suit）。里奇在一個低壓室中對其進行了測試，模擬了海拔50,000英尺的高度。然而，他在這之後並未得到進一步工作的支持，也沒有完成他對世界紀錄的企圖。
1936年9月28日，為英國皇家空軍製造的第二套增壓服由弗里德·斯溫（F.R.D. Swain）中隊長穿戴，並在一架布里斯托138型飛機上創下了49,967英尺的官方世界高度紀錄。

### 威利·波斯特
1934年，飛行員威利·波斯特與百路馳公司的機械工程師拉塞爾·科利合作，製作了世界上第一套實用的增壓服。這套增壓服的結構包括三層：長内衣、橡膠氣壓膀胱和外層由橡膠化降落傘布料製成。增壓衣連接著一個可以操作飛機控制器並在飛機上下行走的框架，並帶有手臂和腿部關節。框架上附有豬皮手套、橡膠靴和一個由鋁和塑料製成的頭盔，頭盔上有可拆卸的面罩，可容納耳機和喉部麥克風。
1934年9月5日，波斯特首次穿著這套增壓衣進行飛行，飛抵芝加哥上空的40,000英尺高度，後來更達到了50,000英尺高度。

### 第二次世界大戰
在美國，二戰期間投入了大量的努力進行增壓服的開發。儘管百路馳公司在這一領域領先，但其他參與研究的公司還包括Arrowhead Rubber Co.、固特异和美國橡膠公司。明尼苏达大学與貝爾飛機公司和美國國家標準局合作。標準局和加州大學充當資訊的集散地，向所有參與的公司分發資訊。二戰期間雖然沒有生產出有效的完全可移動的增壓衣，但這一努力為後來的增壓服發展提供了寶貴的基礎。

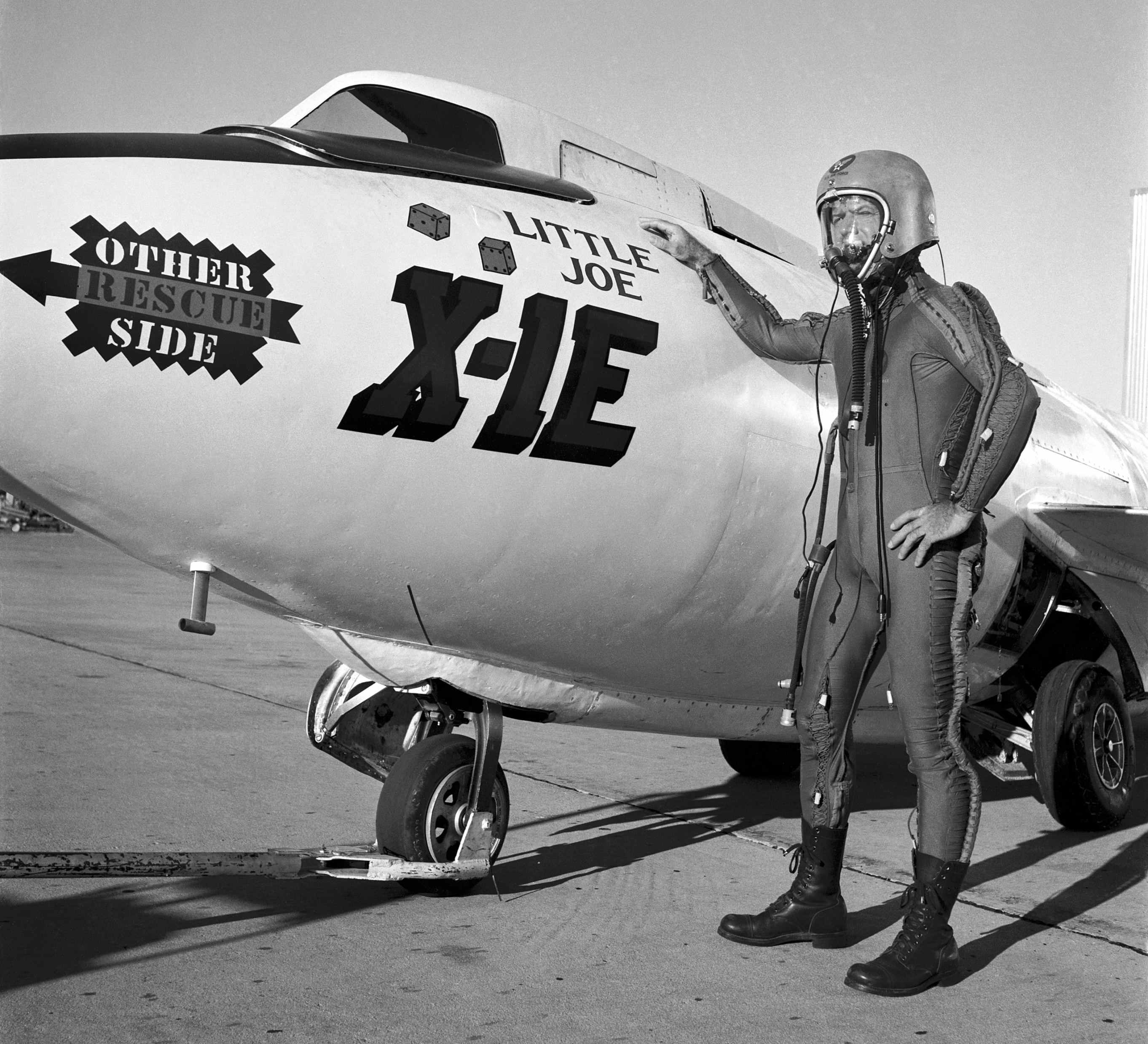
约瑟夫·艾伯特·沃克穿著美國空軍首批配備的壓力服之一，攝於1958年。

### 大衛·克拉克公司

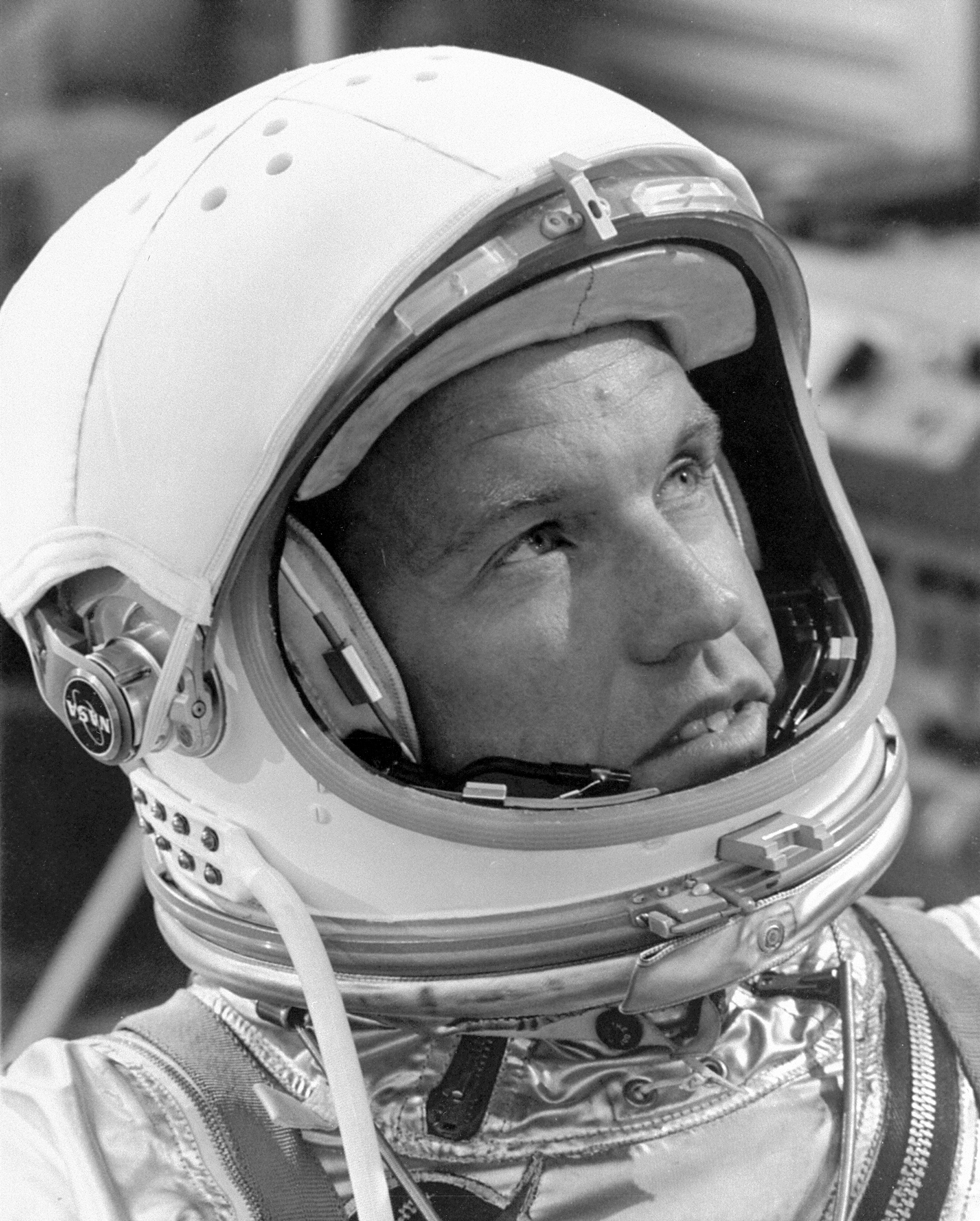
身穿頭盔和增壓服的太空人戈尔登·库勃。

戰後，冷戰導致航空發展的持續資助，其中包括美國國家航空諮詢委員會的X-1試驗機等高空高速研究。南加州大学的詹姆斯·亨利設計了一款部分壓力增壓服，使用氧气面罩提供壓力氧氣，同時氣壓也通過充氣橡膠管稱為擰紋軸，緊緊束縛太空服並提供足夠的機械對抗壓力，以僅僅平衡在特定高度防止低氧血症所需的呼吸壓力。1946年，大衛·克拉克公司在威爾伯賴特機場對一套原型增壓衣進行了模擬90,000英尺的測試。亨利的設計隨後由大衛·克拉克公司開發成為X-1飛行員使用的S-1和T-1飛行服。
隨著X-1被道格拉斯火箭飛機取代，其目標是超過馬赫2，因而對增壓服進行了改進。1951年，大衛·克拉克公司憑藉他們的第一套全壓力增壓衣「Model 4 Full增壓衣」贏得了合約；該太空服於1953年由美国海军陆战队飛行員馬里恩·E·卡爾首次試飛，他成為了第一位使用全壓力增壓衣的美國軍方飛行員，同時在火箭飛機中創下一項非官方的世界高度紀錄。

### 古德里奇MkIII和IV
美國對高空偵察飛機（如U-2偵察機）和戰鬥機拦截高空蘇聯飛機的要求導致美國海軍在1950年代負責開發全壓增壓服。並與百路馳和箭頭橡膠（Arrowhead Rubber）合作，美國海軍生產了一系列設計，最終形成了古德里奇Mk III和IV。雖然Mk IV原本用於飛機上，但後來由美国国家航空航天局對其進行了修改，用於水星计划，並稱為Navy Mark V。與此同時，大衛·克拉克公司贏得了為X-15計劃生產太空服的合約；其XMC-2太空服被認定為美國的第一套太空服。

### 英國皇家空軍
英國皇家空軍航空醫學研究所和皇家航空研究院開發了一款部分壓力頭盔，該頭盔與從美國購買的擰紋軸型增壓衣配套使用。1955年8月29日，在一架英國電氣坎伯拉飛機上，華特·吉布和他的導航員創下了世界高度紀錄。然而，對增壓衣的評估顯示，它給穿戴者帶來了阻礙，並且與皇家空軍的逃生系統融合不良。因此，皇家空軍從未發放部分增壓服，而是選擇與壓力褲一起使用壓力背心（對穿戴者的胸部施加機械對抗壓力）。

## 另見
- 《俯衝轟炸機》– 1941年電影，以描繪增壓衣發展的場景為特色。
- 防護性服裝（英语：Environmental suit）
- 飛行服
- Ho 229戰鬥機
- 水星太空衣（英语：Mercury_spacesuit）
- 正压防护服
- 航天服

## 外部連結
维基词典中的词条「增壓服」
 维基共享资源上的相關多媒體資源：增壓服
- A phD thesis illustrating the history of the pressure suit
- Pilot's Protective Gear on 俄羅斯星辰科學研究所（英语：NPP Zvezda）的檔案
- Pilot Life Support in the U-2 / TR-1 aircraft.